# Henrik I., navarski kralj
Henrik Debeli (bask. Henrike I.a Gizena, fra. Henri le Gros, špa. Enrique el Gordo; 1244. – 22. srpnja 1274.) bio je kralj Navare (kao Henrik I.) te grof Champagnea i Briea (kao Henrik III.) od 1270. do svoje smrti.

## Mladost
Henrik je bio najmlađi sin Teobalda I. i Margarete Burbonske te brat Teobalda II. Za vrijeme vladavine starijeg brata Teobalda II. bio je namjesnik tijekom mnogih kraljevih izostanaka. Godine 1269., Henrik se oženio Blankom, kćerju Roberta I., grofa Artoisa.

## Vladavina
Priznat kao nasljednik vjerojatno tijekom vladavine svog brata, Henrik je dospio na prijestolje Kraljevine Navare i grofovije Champagne nakon smrti Teobalda II. u prosincu 1270. godine. Henrikovo proglašenje kraljem u Pamploni nije se dogodilo sve do sljedeće godine, 1. ožujka 1271., a njegova krunidba odgođena je do svibnja 1273. Njegov prvi čin bio je zakletva poštovanja Fuerosa Navare, a zatim odlazak na odavanje počasti Filipu III. Francuskom zbog posjeda u Champagneu.
Henrik je došao na prijestolje na vrhuncu gospodarskog procvata Navare koji se nije u tolikoj mjeri dogodio drugdje u Iberiji. Naime, Ugovorom u Parizu, Engleskoj su ustupljena prava na Gaskonju čime je praktički onemogućen navarski pristup oceanu. Henrik je dopustio pamplonskom burgu Navarrería odvajanje od unije San Cernin i San Nicolás, što je izvršeno godine 1266. Također je dao privilegije gradovima Estella-Lizarri, Arcosu i Viani potičući urbani rast. Njegovi odnosi s plemstvom bili su, u cjelini gledano, prijateljski iako je bio spreman održavati mir u svojoj državi pod gotovo svaku cijenu.
U početku je tražio povrat teritorija koje im je oduzela Kastilja pomažući u pobuni kralja Alfonsa X. protiv brata Filipa Kastiljskog godine 1270. Na kraju je odustao od toga radije uspostavivši savez s Kastiljom brakom svojega sina Teobalda s Alfonsovom kćeri Violant u rujnu 1272 . To je propalo sa smrću mladog Teobalda nakon što je pao s ograde dvorca u Estelli-Lizarri godine 1273.

## Smrt i naslijeđe
Henrik nije dugo poživio nakon sinovljeve smrti. Ugušio se, prema općeprihvaćenim opisima, u vlastitome salu. Njegovo dijete, jednogodišnja kći Ivana, naslijedila ga je pod regentstvom majke Blanke. Ivana se 1284. udala za Filipa Lijepog, budućeg kralja Francuske, u istoj godini ujedinivši krunu Navare s krunom Francuske i pridruživši Champagne francuskoj kraljevskoj vlasti.
U Božanstvenoj komediji, njegov suvremenik vidi Henrikov duh pred vratima čistilišta gdje ga grupiraju s nizom drugih europskih monarha iz 13. stoljeća. Nije imenovan izravno, ali spominje se kao ljubazno lice i punac francuske kuge.